# Антуан Грізманн
Антуа́н Грізма́нн (фр. Antoine Griezmann, МФА: [ɑ̃.twan ɡʁjɛzman] — Антуа́н Грієзма́нн, нар. 21 березня 1991, Макон, Франція) — французький футболіст, нападник іспанського клубу «Атлетіко Мадрид». Виступав за збірну Франції.
Фіналіст Євро-2016 у складі збірної Франції, найкращий бомбардир цього турніру, обраний найкращим гравцем Євро-2016. Третій футболіст світу 2016 року за версією ФІФА, нагороджений на Параді зірок ФІФА. Французький футболіст 2016 року. Посідає перше місце в списку найкращих бомбардирів «Атлетіко» (Мадрид) за всю історію, забивши за команду 181 гол.

## Клубна кар'єра
Народився 21 березня 1991 року в місті Макон. Вихованець юнацьких команд футбольних клубів «Макон» та «Реал Сосьєдад». До футбольної академії іспанського клубу потрапив у 14-річному віці після того, як привернув увагу скаутів відразу декількох європейських клубів своєю грою на одному з дитячих турнірів.
У дорослому футболі дебютував 2009 року виступами за команду клубу «Реал Сосьєдад», у якому протягом п'яти сезонів провів понад 200 матчів у різних турнірах.
29 липня 2014 року уклав 6-річний контракт з мадридським «Атлетіко». Відразу став головною ударною силою у нападі мадридської команди. Протягом наступних чотирьох сезонів незмінно був найкращим її бомбардиром, забиваючи щонайменше 25 голів за сезон в усіх турнірах.
За результатами 2016 року отримав звання Французького футболіста року. У 2017 році ФІФА включила Грізманна до трійки кращих гравців попереднього сезону. За результатами голосування за Грізманна проголосувало 5 відсотків респондентів.
Влітку 2017 року Грізманн знаходився у кроці від переходу до «Манчестер Юнайтед», але в останній момент відмовився, тому що на «Атлетіко» наклали заборону трансферів на два роки.
12 червня 2019 року офіційно підписав контракт з «Барселоною».
12 листопада 2023 року в матчі Ла-Ліги з «Вільярреалом» забив свій 169-й гол за «Атлетіко Мадрид» у всіх турнірах і за цим показником зрівнявся з другим найкращим бомбардиром в історії клубу Адріаном Ескудеро. 19 грудня в матчі Ла-Ліги проти «Хетафе» оформив дубль, забивши свої 172-й і 173-й голи за «Атлетіко», і зрівнявся за цим показником з найкращим бомбардиром в історії клубу Луїсом Арагонесом. 10 січня 2024 року в матчі Суперкубка Іспанії проти мадридського «Реалу» забив свій 174-й гол за «Атлетіко» у всіх турнірах і таким чином він обійшов досягнення Луїса Арагонеса (173 м'ячі) і став найкращим бомбардиром в історії клубу. Рекорд Арагонеса тримався з 1974 року.
1 лютого 2025 року в матчі проти «Мальорки» провів свою 421 гру за «Атлетіко», таким чином увійшовши в топ-10 гвардійців клубу і зрівнявся за цим показником з Хуаном Карлосом Артече. 8 лютого 2025 року поєдинок Мадридського дербі проти «Реала» став для нього ювілейним, 300-им, в Ла-Лізі в складі «Атлетіко».

## Виступи за збірні
2010 року дебютував у складі юнацької збірної Франції, взяв участь у 7 іграх на юнацькому рівні, відзначившись 3 забитими голами.
Протягом 2011—2013 років залучався до складу молодіжної збірної Франції. На молодіжному рівні зіграв у 19 офіційних матчах, забив 4 голи.
5 березня 2014 року товариською грою проти збірної Нідерландів дебютував в офіційних матчах у складі національної збірної Франції. Брав участь у фінальній частині чемпіонату світу 2014 року у Бразилії, де взяв участь в усіх п'яти матчах збірної на турнірі, який французи залишили на стадії чвертьфіналів.
На домашньому для французів чемпіонаті Європи 2016 допоміг своїй збірній дійти фіналу, де вона поступилася збірній Португалії. Взяв участь в усіх 7 іграх збірної Франції, в яких 6 разів вражав ворота суперників, ставши найкращим бомбардиром континентальної першості. Зокрема, забив по два голи у ворота збірної Ірландії в 1/8 фіналу і збірної Німеччини у півфіналі, які в обох випадках стали переможними і забезпечили вихід французів до наступної стадії змагання.
Учасник чемпіонату світу 2018 року у Росії, де взяв участь у всіх семи іграх французів і забив чотири голи, зокрема реалізувавши пенальті у фінальній грі, і допоміг своїй збірній здобути титул чемпіонів світу.
30 вересня 2024 року оголосив про завершення кар'єри у збірній Франції. З березня 2014 по вересень 2024 взяв участь у 137 матчах збірної Франції, на його рахунку 44 голи та 38 результативних передач.
| Дата       | Місто            | Господарі            | Результат               | Гості                | Турнір                                    | Голи | Примітки    |
| ---------- | ---------------- | -------------------- | ----------------------- | -------------------- | ----------------------------------------- | ---- | ----------- |
| 05-03-2014 | Сен-Дені         | Франція              | 2 – 0                   | Нідерланди           | товариський матч                          | -    | 68'         |
| 27-05-2014 | Сен-Дені         | Франція              | 4 – 0                   | Норвегія             | товариський матч                          | -    | 65'         |
| 01-06-2014 | Ніцца            | Франція              | 1 – 1                   | Парагвай             | товариський матч                          | 1    | 64'         |
| 08-06-2014 | Лілль            | Франція              | 8 – 0                   | Ямайка               | товариський матч                          | 2    | 71'         |
| 15-06-2014 | Порту-Алегрі     | Франція              | 3 – 0                   | Гондурас             | ЧС 2014 - груповий етап                   | -    |             |
| 20-06-2014 | Салвадор         | Швейцарія            | 2 – 5                   | Франція              | ЧС 2014 - груповий етап                   | -    | 82'         |
| 25-06-2014 | Ріо-де-Жанейро   | Еквадор              | 0 – 0                   | Франція              | ЧС 2014 - груповий етап                   | -    | 79'         |
| 30-06-2014 | Бразиліа         | Франція              | 2 – 0                   | Нігерія              | ЧС 2014 - 1/8 фіналу                      | -    | 62'         |
| 04-07-2014 | Ріо-де-Жанейро   | Франція              | 0 – 1                   | Німеччина            | ЧС 2014 - чвертьфінал                     | -    |             |
| 04-09-2014 | Сен-Дені         | Франція              | 1 – 0                   | Іспанія              | товариський матч                          | -    | 57'         |
| 11-10-2014 | Сен-Дені         | Франція              | 2 – 1                   | Португалія           | товариський матч                          | -    | 84'         |
| 14-10-2014 | Єреван           | Вірменія             | 0 – 3                   | Франція              | товариський матч                          | 1    | 60'         |
| 14-11-2014 | Ренн             | Франція              | 1 – 1                   | Албанія              | товариський матч                          | 1    | 59'         |
| 18-11-2014 | Марсель          | Франція              | 1 – 0                   | Швеція               | товариський матч                          | -    |             |
| 26-03-2015 | Сен-Дені         | Франція              | 1 – 3                   | Бразилія             | товариський матч                          | -    | 74'         |
| 29-03-2015 | Сент-Етьєн       | Франція              | 2 – 0                   | Данія                | товариський матч                          | -    | 60'         |
| 07-06-2015 | Сен-Дені         | Франція              | 3 – 4                   | Бельгія              | товариський матч                          | -    | 46'         |
| 13-06-2015 | Ельбасан         | Албанія              | 1 – 0                   | Франція              | товариський матч                          | -    | 59'         |
| 04-09-2015 | Лісабон          | Португалія           | 0 – 1                   | Франція              | товариський матч                          | -    | 14' 88'     |
| 07-09-2015 | Бордо            | Франція              | 2 – 1                   | Сербія               | товариський матч                          | -    | 90'         |
| 08-10-2015 | Ніцца            | Франція              | 4 – 0                   | Вірменія             | товариський матч                          | 1    | 88'         |
| 11-10-2015 | Копенгаген       | Данія                | 1 – 2                   | Франція              | товариський матч                          | -    | 78'         |
| 13-11-2015 | Сен-Дені         | Франція              | 2 – 0                   | Німеччина            | товариський матч                          | -    | 80'         |
| 17-11-2015 | Лондон           | Англія               | 2 – 0                   | Франція              | товариський матч                          | -    | 64'         |
| 25-03-2016 | Амстердам        | Нідерланди           | 2 – 3                   | Франція              | товариський матч                          | 1    | 46'         |
| 29-03-2016 | Сен-Дені         | Франція              | 4 – 2                   | Росія                | товариський матч                          | -    | 62'         |
| 04-06-2016 | Мец              | Франція              | 3 – 0                   | Шотландія            | товариський матч                          | -    | 46'         |
| 10-06-2016 | Сен-Дені         | Франція              | 2 – 1                   | Румунія              | ЧЄ 2016 - груповий етап                   | -    | 66'         |
| 15-06-2016 | Марсель          | Франція              | 2 – 0                   | Албанія              | ЧЄ 2016 - груповий етап                   | 1    | 68'         |
| 19-06-2016 | Лілль            | Франція              | 0 – 0                   | Швейцарія            | ЧЄ 2016 - груповий етап                   | -    | 78'         |
| 26-06-2016 | Десін-Шарп'є     | Франція              | 2 – 1                   | Ірландія             | ЧЄ 2016 - 1/8 фіналу                      | 2    |             |
| 03-07-2016 | Сен-Дені         | Франція              | 5 – 2                   | Ісландія             | ЧЄ 2016 - чвертьфінал                     | 1    |             |
| 07-07-2016 | Марсель          | Франція              | 2 – 0                   | Німеччина            | ЧЄ 2016 - півфінал                        | 2    |             |
| 10-07-2016 | Сен-Дені         | Португалія           | 1 – 0 д.ч.              | Франція              | ЧЄ 2016 - Фінал                           | -    |             |
| 01-09-2016 | Барі             | Італія               | 1 – 3                   | Франція              | товариський матч                          | -    |             |
| 06-09-2016 | Борисов          | Білорусь             | 0 – 0                   | Франція              | Відбір до ЧС 2018                         | -    |             |
| 07-10-2016 | Сен-Дені         | Франція              | 4 – 1                   | Болгарія             | Відбір до ЧС 2018                         | 1    | 83'         |
| 10-10-2016 | Амстердам        | Нідерланди           | 0 – 1                   | Франція              | Відбір до ЧС 2018                         | -    | 90+3'       |
| 25-03-2017 | Люксембург       | Люксембург           | 1 – 3                   | Франція              | Відбір до ЧС 2018                         | 1    |             |
| 28-03-2017 | Сен-Дені         | Франція              | 0 – 2                   | Іспанія              | товариський матч                          | -    | 65'         |
| 02-06-2017 | Сен-Дені         | Франція              | 5 – 0                   | Парагвай             | товариський матч                          | 1    | 80'         |
| 09-06-2017 | Стокгольм        | Швеція               | 2 – 1                   | Франція              | Відбір до ЧС 2018                         | -    | 76'         |
| 31-08-2017 | Сен-Дені         | Франція              | 4 – 0                   | Нідерланди           | Відбір до ЧС 2018                         | 1    | 90'         |
| 03-09-2017 | Тулуза           | Франція              | 0 – 0                   | Люксембург           | Відбір до ЧС 2018                         | -    | 81'         |
| 07-10-2017 | Софія            | Болгарія             | 0 – 1                   | Франція              | Відбір до ЧС 2018                         | -    |             |
| 10-10-2017 | Сен-Дені         | Франція              | 2 – 1                   | Білорусь             | Відбір до ЧС 2018                         | 1    | 78'         |
| 10-11-2017 | Париж            | Франція              | 2 – 0                   | Уельс                | товариський матч                          | 1    | 63'         |
| 14-11-2017 | Кельн            | Німеччина            | 2 – 2                   | Франція              | товариський матч                          | -    | 76'         |
| 23-03-2018 | Сен-Дені         | Франція              | 2 – 3                   | Колумбія             | товариський матч                          | -    | 73'         |
| 27-03-2018 | Санкт-Петербург  | Росія                | 1 – 3                   | Франція              | товариський матч                          | -    | 58'         |
| 28-05-2018 | Сен-Дені         | Франція              | 2 – 0                   | Ірландія             | товариський матч                          | -    | 64'         |
| 01-06-2018 | Ніцца            | Франція              | 3 – 1                   | Італія               | товариський матч                          | 1    | 77'         |
| 09-06-2018 | Десін-Шарп'є     | Франція              | 1 – 1                   | США                  | товариський матч                          | -    | 69'         |
| 16-06-2018 | Казань           | Франція              | 2 – 1                   | Австралія            | ЧС 2018 - груповий етап                   | 1    | 70'         |
| 21-06-2018 | Єкатеринбург     | Франція              | 1 – 0                   | Перу                 | ЧС 2018 - груповий етап                   | -    | 80'         |
| 26-06-2018 | Москва           | Данія                | 0 – 0                   | Франція              | ЧС 2018 - груповий етап                   | -    | 69'         |
| 30-06-2018 | Казань           | Франція              | 4 – 3                   | Аргентина            | ЧС 2018 - 1/8 фіналу                      | 1    | 83'         |
| 06-07-2018 | Нижній Новгород  | Уругвай              | 0 – 2                   | Франція              | ЧС 2018 - чвертьфінал                     | 1    | 90+3'       |
| 10-07-2018 | Санкт-Петербург  | Франція              | 1 – 0                   | Бельгія              | ЧС 2018 - півфінал                        | -    |             |
| 15-07-2018 | Москва           | Франція              | 4 – 2                   | Хорватія             | ЧС 2018 - Фінал                           | 1    |             |
| 06-09-2018 | Мюнхен           | Німеччина            | 0 – 0                   | Франція              | Ліга націй УЄФА 2018—2019 - груповий етап | -    | 80'         |
| 09-09-2018 | Сен-Дені         | Франція              | 2 – 1                   | Нідерланди           | Ліга націй УЄФА 2018—2019 - груповий етап | -    | 56' 81'     |
| 11-10-2018 | Генгам           | Франція              | 2 – 2                   | Ісландія             | товариський матч                          | -    | 60'         |
| 16-10-2018 | Сен-Дені         | Франція              | 2 – 1                   | Німеччина            | Ліга націй УЄФА 2018—2019 - груповий етап | 2    | 90+1'       |
| 16-11-2018 | Роттердам        | Нідерланди           | 2 – 0                   | Франція              | Ліга націй УЄФА 2018—2019 - груповий етап | -    |             |
| 20-11-2018 | Сен-Дені         | Франція              | 1 – 0                   | Уругвай              | товариський матч                          | -    | 90+2' 90+3' |
| 22-03-2019 | Кишинів          | Молдова              | 1 – 4                   | Франція              | Відбір до ЧЄ 2020                         | 1    | 73'         |
| 25-03-2019 | Сен-Дені         | Франція              | 4 – 0                   | Ісландія             | Відбір до ЧЄ 2020                         | 1    | 90+1'       |
| 02-06-2019 | Нант             | Франція              | 2 – 0                   | Болівія              | товариський матч                          | 1    |             |
| 08-06-2019 | Конья            | Туреччина            | 2 – 0                   | Франція              | Відбір до ЧЄ 2020                         | -    |             |
| 11-06-2019 | Андорра-ла-Велья | Андорра              | 0 – 4                   | Франція              | Відбір до ЧЄ 2020                         | -    |             |
| 07-09-2019 | Сен-Дені         | Франція              | 4 – 1                   | Албанія              | Відбір до ЧЄ 2020                         | -    |             |
| 10-09-2019 | Сен-Дені         | Франція              | 3 – 0                   | Андорра              | Відбір до ЧЄ 2020                         | -    |             |
| 11-10-2019 | Рейк'явік        | Ісландія             | 0 – 1                   | Франція              | Відбір до ЧЄ 2020                         | -    |             |
| 14-10-2019 | Сен-Дені         | Франція              | 1 – 1                   | Туреччина            | Відбір до ЧЄ 2020                         | -    | 81'         |
| 14-11-2019 | Сен-Дені         | Франція              | 2 – 1                   | Молдова              | Відбір до ЧЄ 2020                         | -    |             |
| 17-11-2019 | Тирана           | Албанія              | 0 – 2                   | Франція              | Відбір до ЧЄ 2020                         | 1    |             |
| 05-09-2020 | Сульна           | Швеція               | 0 – 1                   | Франція              | Ліга націй УЄФА 2020—2021 - груповий етап | -    |             |
| 08-09-2020 | Сен-Дені         | Франція              | 4 – 2                   | Хорватія             | Ліга націй УЄФА 2020—2021 - груповий етап | 1    | 78'         |
| 07-10-2020 | Сен-Дені         | Франція              | 7 – 1                   | Україна              | товариський матч                          | 1    | 59'         |
| 11-10-2020 | Сен-Дені         | Франція              | 0 – 0                   | Португалія           | Ліга націй УЄФА 2020—2021 - груповий етап | -    |             |
| 14-10-2020 | Загреб           | Хорватія             | 1 – 2                   | Франція              | Ліга націй УЄФА 2020—2021 - груповий етап | 1    | 83'         |
| 11-11-2020 | Сен-Дені         | Франція              | 0 – 2                   | Фінляндія            | товариський матч                          | -    | 57'         |
| 14-11-2020 | Лісабон          | Португалія           | 0 – 1                   | Франція              | Ліга націй УЄФА 2020—2021 - груповий етап | -    |             |
| 17-11-2020 | Сен-Дені         | Франція              | 4 – 2                   | Швеція               | Ліга націй УЄФА 2020—2021 - груповий етап | -    |             |
| 24-03-2021 | Сен-Дені         | Франція              | 1 – 1                   | Україна              | Відбір до ЧС 2022                         | 1    |             |
| 28-03-2021 | Астана           | Казахстан            | 0 – 2                   | Франція              | Відбір до ЧС 2022                         | -    | 59'         |
| 31-03-2021 | Сараєво          | Боснія і Герцеговина | 0 – 1                   | Франція              | Відбір до ЧС 2022                         | 1    |             |
| 02-06-2021 | Ніцца            | Франція              | 3 – 0                   | Уельс                | товариський матч                          | 1    | 84'         |
| 08-06-2021 | Сен-Дені         | Франція              | 3 – 0                   | Болгарія             | товариський матч                          | 1    | 65'         |
| 15-06-2021 | Мюнхен           | Франція              | 1 – 0                   | Німеччина            | ЧЄ 2020 - груповий етап                   | -    |             |
| 19-06-2021 | Будапешт         | Угорщина             | 1 – 1                   | Франція              | ЧЄ 2020 - груповий етап                   | 1    |             |
| 23-06-2021 | Будапешт         | Португалія           | 2 – 2                   | Франція              | ЧЄ 2020 - груповий етап                   | -    | 39' 87'     |
| 28-06-2021 | Бухарест         | Франція              | 3 – 3 д.ч. (4 – 5 п.п.) | Швейцарія            | ЧЄ 2020 - 1/8 фіналу                      | -    | 88'         |
| 01-09-2021 | Страсбург        | Франція              | 1 – 1                   | Боснія і Герцеговина | Відбір до ЧС 2022                         | 1    | 90'         |
| 04-09-2021 | Київ             | Україна              | 1 – 1                   | Франція              | Відбір до ЧС 2022                         | -    |             |
| 07-09-2021 | Десін-Шарп'є     | Франція              | 2 – 0                   | Фінляндія            | Відбір до ЧС 2022                         | 2    | 90+1'       |
| 07-10-2021 | Турин            | Бельгія              | 2 – 3                   | Франція              | Ліга націй УЄФА 2020—2021 - півфінал      | -    |             |
| 10-10-2021 | Мілан            | Іспанія              | 1 – 2                   | Франція              | Ліга націй УЄФА 2020—2021 - фінал         | -    | 90+2'       |
| 13-11-2021 | Париж            | Франція              | 8 – 0                   | Казахстан            | Відбір до ЧС 2022                         | 1    |             |
| 16-11-2021 | Гельсінкі        | Фінляндія            | 0 – 2                   | Франція              | Відбір до ЧС 2022                         | -    | 67'         |
| 25-03-2022 | Марсель          | Франція              | 2 – 1                   | Кот-д'Івуар          | товариський матч                          | -    | 75'         |
| 29-03-2022 | Вільнев-д'Аск    | Франція              | 5 – 0                   | ПАР                  | товариський матч                          | -    | 65'         |
| 03-06-2022 | Сен-Дені         | Франція              | 1 – 2                   | Данія                | Ліга націй УЄФА 2022—2023 - груповий етап | -    | 78'         |
| 06-06-2022 | Спліт            | Хорватія             | 1 – 1                   | Франція              | Ліга націй УЄФА 2022—2023 - груповий етап | -    | 62'         |
| 10-06-2022 | Відень           | Австрія              | 1 – 1                   | Франція              | Ліга націй УЄФА 2022—2023 - груповий етап | -    | 63'         |
| 13-06-2022 | Сен-Дені         | Франція              | 0 – 1                   | Хорватія             | Ліга націй УЄФА 2022—2023 - груповий етап | -    | 80'         |
| 22-09-2022 | Сен-Дені         | Франція              | 2 – 0                   | Австрія              | Ліга націй УЄФА 2022—2023 - груповий етап | -    | 79'         |
| 25-09-2022 | Копенгаген       | Данія                | 2 – 0                   | Франція              | Ліга націй УЄФА 2022—2023 - груповий етап | -    | cap. 81'    |
| 22-11-2022 | Ель-Вакра        | Франція              | 4 – 1                   | Австралія            | ЧС 2022 - груповий етап                   | -    |             |
| 26-11-2022 | Доха             | Франція              | 2 – 1                   | Данія                | ЧС 2022 - груповий етап                   | -    | 90+3'       |
| 30-11-2022 | Ель-Вакра        | Туніс                | 1 – 0                   | Франція              | ЧС 2022 - груповий етап                   | -    | 73'         |
| 04-12-2022 | Доха             | Франція              | 3 – 1                   | Польща               | ЧС 2022 - 1/8 фіналу                      | -    |             |
| 10-12-2022 | Ель-Хаур         | Англія               | 1 – 2                   | Франція              | ЧС 2022 - чвертьфінал                     | -    | 43'         |
| 14-12-2022 | Ель-Хаур         | Франція              | 2 – 0                   | Марокко              | ЧС 2022 - півфінал                        | -    |             |
| 18-12-2022 | Лусаїл           | Аргентина            | 3 – 3 д.ч. (4 – 2 п.п.) | Франція              | ЧС 2022 - Фінал                           | -    | 71'         |
| 24-03-2023 | Сен-Дені         | Франція              | 4 – 0                   | Нідерланди           | Відбір до ЧЄ 2024                         | 1    | 77'         |
| 27-03-2023 | Дублін           | Ірландія             | 0 – 1                   | Франція              | Відбір до ЧЄ 2024                         | -    |             |
| 16-06-2023 | Фару             | Гібралтар            | 0 – 3                   | Франція              | Відбір до ЧЄ 2024                         | -    | 75'         |
| 19-06-2023 | Сен-Дені         | Франція              | 1 – 0                   | Греція               | Відбір до ЧЄ 2024                         | -    | 85'         |
| 07-09-2023 | Париж            | Франція              | 2 – 0                   | Ірландія             | Відбір до ЧЄ 2024                         | -    | 87' 90'     |
| 12-09-2023 | Дортмунд         | Німеччина            | 2 – 1                   | Франція              | товариський матч                          | 1    | cap.        |
| 13-10-2023 | Ейндговен        | Нідерланди           | 1 – 2                   | Франція              | Відбір до ЧЄ 2024                         | -    | 87'         |
| Усього     |                  | Матчів (4 місце)     | 124                     |                      | Голів (3 місце)                           | 44   |             |

## Досягнення

### Командні досягнення
- Чемпіон Європи (U-19): 2010
- Віцечемпіон Європи: 2016
- Чемпіон світу: 2018
- Віцечемпіон світу: 2022
- Переможець Ліги націй УЄФА: 2021-22
- Володар Суперкубку Іспанії (1):

«Атлетіко»: 2014
- Переможець Ліги Європи УЄФА (1):

«Атлетіко»: 2017/18
- Володар Кубка Іспанії (1):

«Барселона»: 2020/21

### Особисті досягнення
- Найкращий бомбардир чемпіонату Європи: 2016
- Найкращий гравець чемпіонату Європи: 2016
- Французький футболіст року: 2016
- Найкращий бомбардир в історії «Атлетіко» (Мадрид): 181 гол
- Гравець місяця Ла-Ліги (8): січень 2015[12], квітень 2015[13], вересень 2016[14], березень 2017[15], лютий 2018[16], грудень 2018[17], березень 2023[18], листопад 2023[19]